# Colônia Leopoldina (ort)
Colônia Leopoldina är en ort i Brasilien.   Den ligger i delstaten Alagoas, i den östra delen av landet, 1 500 km nordost om huvudstaden Brasília. Colônia Leopoldina ligger 133 meter över havet och antalet invånare är 11 913.
Terrängen runt Colônia Leopoldina är kuperad åt sydväst, men åt nordost är den platt. Colônia Leopoldina ligger nere i en dal. Närmaste större samhälle är Maraial, 16,8 km nordväst om Colônia Leopoldina.
Omgivningarna runt Colônia Leopoldina är en mosaik av jordbruksmark och naturlig växtlighet. Runt Colônia Leopoldina är det ganska glesbefolkat, med 47 invånare per kvadratkilometer.